# Mass Romantic
Mass Romantic è il primo album in studio del gruppo musicale indie rock canadese The New Pornographers, pubblicato nel 2000.

## Tracce
1. Mass Romantic – 4:11
2. The Fake Headlines – 2:45
3. The Slow Descent into Alcoholism – 3:56
4. Mystery Hours – 3:11
5. Jackie – 2:46
6. Letter from an Occupant – 3:46
7. To Wild Homes – 3:33
8. The Body Says No – 3:56
9. Execution Day – 2:59
10. Centre for Holy Wars – 3:06
11. The Mary Martin Show – 3:19
12. Breakin' the Law – 3:27

## Formazione
- Dan Bejar – voce, strumenti vari, sintetizzatori, organo, wurlitzer
- Neko Case – voce
- John Collins – basso
- Kurt Dahle – batteria, voce
- Carl Newman – voce, sintetizzatore, organo, wurlitzer
- Fisher Rose – batteria
- Blaine Thurier – tastiere